# Baby(a)lone
Pour plus de détails, voir Fiche technique et Distribution.
Baby(a)lone est un film dramatique luxembourgeois réalisé par Donato Rotunno et sorti en 2015. Le film est adapté du roman Amok - Eng Lëtzebuerger Liebeschronik (2011) de Tullio Forgiarini.
Le film est sélectionné comme entrée luxembourgeoise pour l'Oscar du meilleur film en langue étrangère à la 88e cérémonie des Oscars qui s'est déroulée en 2016.

## Distribution
- Anouk Wagener : Mme. Schafer
- Gintare Parulyte : Nathalie
- Jules Werner : Kerschemeyer
- Charlotte Elsen : Shirley
- Etienne Halsdorf : Johnny
- Fabienne Elaine Hollwege : Sandra
- Monique Reuter : Mme. Molitor
- Joshua Defays : X
- Pit Diederich : Addis
- Gabriel Boisante : M.Schanck